# 鄰居同居
《鄰居♥同居》（日语：L♥DK）是日本漫畫家渡邊鮎的日本漫畫作品。於《別冊FRIEND》（講談社）2009年3月號開始連載至2017年9月號結束連載。單行本全24卷。單行本截止到2012年12月累計發行量270萬部。
2013年7月宣布開拍真人電影版，由剛力彩芽和山崎賢人主演。2014年4月在日本、台灣上映。

## 劇情簡介
女高中生西森葵因為不願意和朋友分開，而沒有與父母一起搬家，開始了一個人的獨居生活。因為一次小意外，她竟然和學校裡的王子久我山柊聖開始了一段同居生活。

## 登場人物
※聲優為廣播劇CD版。
西森葵（聲：小松未可子）
156公分。O型。7月16日生。因為父母調職而沒有一起搬家的女高中生。因為不希望轉校而失去朋友，所以選擇一人單獨住在公寓裡。
後來和柊聖發生了一些事，現在是柊聖的女朋友
久我山柊聖（聲：櫻井孝宏）
182公分，67公斤。AB型。1月14日生。學校裡被女學生崇拜的帥哥。原本是葵的鄰居，但因為一些小事而變成同居了。常喜歡戲弄葵。是葵的男朋友。
久我山繪里
柊聖的姐姐。因為前男友常找麻煩，所以借住在亘的家裡。貌似喜歡亘。
三条亘
176公分，60公斤。有三個姊姊。比葵大一歲的鄰居。對葵保持好感，不喜歡柊聖。在一次酒醉後，與繪里發生「意外」。
小嶺翔太（聲：入野自由）
166公分，53公斤。A型。10月8日生。柊聖中學時代籃球部的後輩。喜歡葵，告白之後被甩了。
涉谷萌（聲：日笠陽子）
葵的好友。曾向柊聖告白，但最終失敗。
久我山草樹
柊聖的哥哥。專拍八卦照片的攝影師(特別喜歡拍柊聖)。跟柊聖中學時代交往的對象櫻月結婚。但其實沒有和櫻月結婚。
久我山玲苑
柊聖的堂弟。剛從美國回來，在路上曾被葵看到「山莓」內褲。為了鑑定葵是否適合當柊聖的女友，故與葵、柊聖同住。現在喜歡上了葵。
青田直美
年齢不詳的新進國語教師。G罩杯。

## 出版書籍

### 單行本
| 冊數 | 講談社         | 講談社                                                  | 東立出版社     | 東立出版社             |
| 冊數 | 發售日期       | ISBN                                                    | 發售日期       | ISBN                   |
| ---- | -------------- | ------------------------------------------------------- | -------------- | ---------------------- |
| 1    | 2009年6月12日  | ISBN 978-4-06-341625-1                                  | 2010年3月8日   | ISBN 978-986-10-5078-2 |
| 2    | 2009年11月13日 | ISBN 978-4-06-341650-3                                  | 2010年6月22日  | ISBN 978-986-10-5079-9 |
| 3    | 2010年3月12日  | ISBN 978-4-06-341672-5                                  | 2010年7月16日  | ISBN 978-986-10-5504-6 |
| 4    | 2010年7月13日  | ISBN 978-4-06-341694-7                                  | 2010年12月21日 | ISBN 978-986-10-6141-2 |
| 5    | 2010年12月13日 | ISBN 978-4-06-341725-8                                  | 2011年4月22日  | ISBN 978-986-10-7011-7 |
| 6    | 2011年4月13日  | ISBN 978-4-06-341741-8                                  | 2012年1月6日   | ISBN 978-986-10-7796-3 |
| 7    | 2011年8月11日  | ISBN 978-4-06-341753-1                                  | 2012年4月10日  | ISBN 978-986-10-8603-3 |
| 8    | 2011年12月13日 | ISBN 978-4-06-341775-3 ISBN 978-4-06-358361-8（限定版） | 2012年7月23日  | ISBN 978-986-10-9386-4 |
| 9    | 2012年4月13日  | ISBN 978-4-06-341793-7                                  | 2013年1月16日  | ISBN 978-986-317-189-8 |
| 10   | 2012年8月10日  | ISBN 978-4-06-341812-5                                  | 2013年3月14日  | ISBN 978-986-317-865-1 |
| 11   | 2012年12月13日 | ISBN 978-4-06-341831-6                                  | 2013年6月19日  | ISBN 978-986-324-951-1 |
| 12   | 2013年5月13日  | ISBN 978-4-06-341859-0                                  | 2014年1月27日  | ISBN 978-986-332-549-9 |
| 13   | 2013年9月13日  | ISBN 978-4-06-341876-7                                  | 2014年3月5日   | ISBN 978-986-337-422-0 |
| 14   | 2014年2月13日  | ISBN 978-4-06-341902-3                                  | 2014年7月17日  | ISBN 978-986-348-489-9 |
| 15   | 2014年6月13日  | ISBN 978-4-06-341923-8                                  | 2015年6月12日  | ISBN 978-986-365-231-1 |
| 16   | 2014年11月13日 | ISBN 978-4-06-341951-1                                  | 2015年10月1日  | ISBN 978-986-382-356-8 |
| 17   | 2015年3月13日  | ISBN 978-4-06-341972-6                                  | 2015年12月11日 | ISBN 978-9-86-431108-8 |
| 18   | 2015年7月13日  | ISBN 978-4-06-341992-4                                  | 2016年5月5日   | ISBN 978-986-431-865-0 |
| 19   | 2015年12月11日 | ISBN 978-4-06-392022-2                                  | 2016年5月30日  | ISBN 978-986-462-795-0 |
| 20   | 2016年4月13日  | ISBN 978-4-06-392037-6                                  | 2016年7月29日  | ISBN 978-986-470-217-6 |
| 21   | 2016年8月12日  | ISBN 978-4-06-392056-7                                  | 2017年3月13日  | ISBN 978-986-470-862-8 |
| 22   | 2016年12月13日 | ISBN 978-4-06-392092-5                                  | 2017年6月26日  | ISBN 978-986-482-544-8 |
| 23   | 2017年5月12日  | ISBN 978-4-06-392115-1                                  | 2018年3月28日  | ISBN 978-986-486-338-9 |
| 24   | 2017年10月13日 | ISBN 978-4-06-392133-5 ISBN 978-4-06-362381-9（特裝版） | 2018年9月10日  | ISBN 978-957-9652-94-0 |

### 小說
- 原作：渡邊鮎／著：里見蘭《小說L♥DK 柊聖'S ROOM》發行2卷。

| 冊數 | 講談社        | 講談社                 |
| 冊數 | 發售日期      | ISBN                   |
| ---- | ------------- | ---------------------- |
| 1    | 2013年9月13日 | ISBN 978-4-06-376889-3 |
| 2    | 2015年7月13日 | ISBN 978-4-06-377224-1 |

## 電影
2013年7月宣布開拍真人電影版。剛力彩芽飾演西森葵；山崎賢人飾演久我山柊聖。拍攝期間為2013年7月～8月下旬。2014年4月在日本、台灣上映。

### 製作人員
- 原作：渡邊鮎『鄰居♥同居』（講談社『別冊FRIEND』刊載）
- 導演：川村泰祐
- 劇本：松田裕子
- 音樂：遠藤浩二
- 製作公司：DREAM PLUS
- 製作協力：Booster Project
- 宣傳協力：奧斯卡傳播
- 配給：東映
- 製作：「鄰居♥同居」製作委員會（東映、木下組、朝日電視台、講談社、東映VIEDO、奧斯卡傳播、日本出版販售、DREAM PLUS）

### 主題曲

歌：Honey L Days

### 演員
- 西森葵：剛力彩芽（主演）
- 久我山柊聖：山崎賢人(主演)
- 佐藤亮介：中尾明慶
- 澀谷萌：岡本玲
- 三条：桐山漣
- 水野櫻月：石橋杏奈
- 久我山草樹：福士誠治
- 恩田老師：藤井隆
- 星野和美：白石美帆

## 外部連結
- 別冊FRIEND | 鄰居♥同居 | 作品介紹 | 講談社COMIC PLUS（日語）
- 電影『鄰居♥同居』官方網站 （页面存档备份，存于）（日語）
- 電影『鄰居♥同居』公式推特的X（前Twitter）（日語）
- 東立出版社 鄰居♥同居 （页面存档备份，存于）（繁體中文）
- 電影《鄰居．同居》台灣中文預告片 （页面存档备份，存于）